# Глембочинская волость

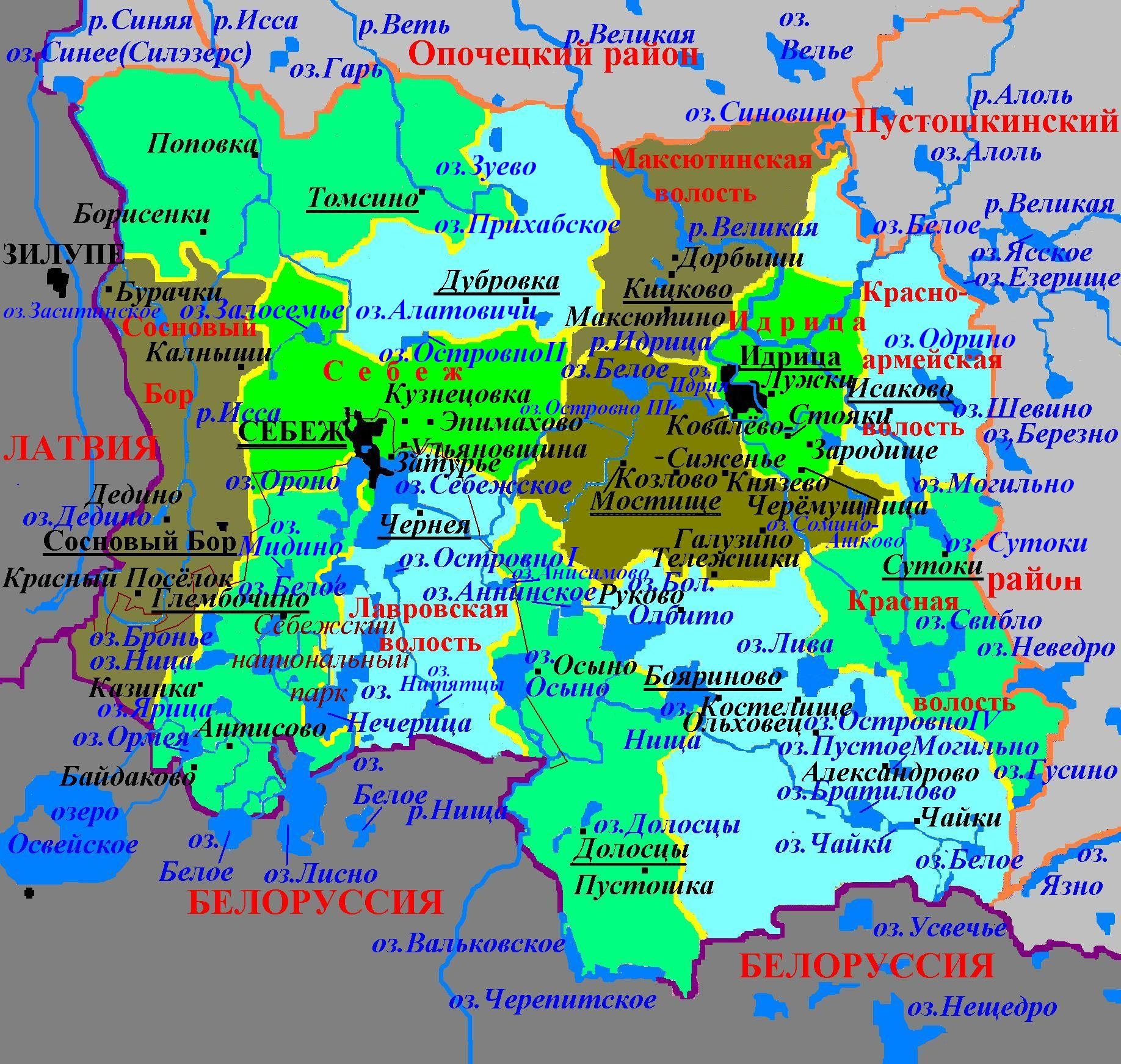
Административное деление Себежского района в 2006—2010 гг.

Глембочинская волость — упразднённая административно-территориальная единица 3-го уровня и бывшее муниципальное образование со статусом сельского поселения в Себежском районе Псковской области России.
Административный центр — деревня Глембочино.

## География
Территория волости граничила на западе с городским поселением Сосновый Бор, на севере — с городским поселением Себеж, на востоке — с Лавровской волостью Себежского района, на юге — с Белоруссией.
На территории волости расположены озёра: Ороно (5,8 км², глубиной до 20 м), Ница (2,45 км², глубиной до 3 м), Бронье (2,0 км², глубиной до 4 м), Ормея или Армиё (2,0 км², глубиной до 2,4 м), Морское-Мотяжи у д. Морское (2,3 км², глубиной до 8 м), Вятитерево к юго-западу от Ороно (1,7 км², глубиной до 10 м), Глембочино или Глубокое (1,5 км², глубиной до 12 м), Ярица у д. Ладеево (1,1 км², глубиной до 3,3 м), Мидино (1,0 км², глубиной до 4,5 м) и др.
Почти вся территория волости входила в Себежский национальный парк.

## Население
Численность населения Глембочинской волости по переписи населения 2002 года составила 934 жителя.

## Населённые пункты
В состав Глембочинской волости входило 38 деревень: Глембочино, Антисово, Барлово, Байдаково, Боложево, Бондари, Букатино, Большое Крупово, Глотово, Глубочица, Горелово, Горушка, Дворище, Жуки, Застаринье, Залесье, Замошаны, Илово, Казинка, Комары, Капустино, Кортеньки, Ладеево, Литвиново, Малое Крупово, Мироново, Мидино, Морское, Ореховка, Пискуны, Припеши, Стеймаки, Турково, Угаринка, Фомино, Чёрная Грязь, Шуты, Шаколево.

## История
Постановлением Псковского областного Собрания депутатов от 26 января 1995 года все сельсоветы в Псковской области были переименованы в волости, в том числе Глембочинский сельсовет был превращён в Глембочинскую волость.
Законом Псковской области от 28 февраля 2005 года в границах волости было также создано муниципальное образование Глембочинская волость со статусом сельского поселения с 1 января 2006 года в составе муниципального образования Себежский район со статусом муниципального района.
На референдуме 11 октября 2009 года было поддержано объединение ряда волостей Себежского района, в том числе Глембочинской с соседними. Законом Псковской области от 3 июня 2010 года Глембочинская волость была упразднена и путём объединения с Долосчанской, Дубровской, Лавровской и Томсинской волостями к 1 июля 2010 года было образовано новое муниципальное образование «Себежское» со статусом сельского поселения и с административным центром в городе Себеж.